# اخگر پردیس
اخگر پردیس یا شعلهٔ آسمانی (به انگلیسی: Fire from Heaven) رمانی تاریخی نوشتهٔ ماری رنولت در سال ۱۹۶۹ دربارهٔ کودکی و جوانی اسکندر کبیر است. گفته می‌شود الیور استون برای ساخت فیلم اسکندر الهامات فراوانی از این رمان گرفته‌است. این کتاب برای «جایزهٔ من بوکر از قلم افتاده» سال ۱۹۷۰ نامزد شد اما به کسب آن نایل نشد.
این رمان توسط سهیل سمی به فارسی ترجمه و توسط انتشارات ققنوس تحت عنوان اخگر پردیس منتشر شده‌است. همین رمان را هادی عادل‌پور به فارسی برگردانده و نشر سمیر تحت عنوان شعلهٔ آسمانی منتشر کرده‌است.

## داستان
رمان رابطهٔ پیچیدهٔ اسکندر جوان با پدرش، فیلیپ دوم مقدونیه، و مادرش، المپیاس؛ تعلیم و تربیت او به دست فیلسوف بنام، ارسطو؛ و دلبستگی‌اش به یار و همدم و ملازم همیشگی‌اش، هفستیون، را به تصویر می‌کشد. ماری رنولت در اقدامی جنجالی، خطیب نامی آتن، دموستن، را در این رمان فردی متکبر، بزدل، و کینه‌جو تصویرپردازی می‌کند. رمان با قتل فیلیپ و آماده شدن اسکندر برای کشورگشایی خاتمه می‌یابد.

## نقد
منتقدان تصویرپردازی ماری رنولت از شخصیت اسکندر را بیش از حد رمانتیک و تطهیرشده یافتند. در پی این رمان، ماری رنولت دو رمان دیگر به نام‌های پسر ایرانی (۱۹۷۲) و مراسم تشییع (۱۹۸۱) نوشت. اولی به تسخیر شاهنشاهی هخامنشیان می‌پردازد و دومی به حوادث پس از مرگ اسکندر.